# Júlio Fischer
Júlio Fischer é um escritor, autor, dramaturgo e roteirista de televisão brasileiro.

## Carreira
Formado na oficina de roteiristas da Rede Globo, Júlio é pós-graduado em Artes Cênicas na USP e despontou no teatro, inicialmente, voltando-se para o público infanto-juvenil. Sua obra de estreia foi A Canção de Assis, peça que recebeu diversos prêmios, como o troféu Mambembe e Apetesp, e posteriormente recebeu uma versão em livro. Júlio também atuou como assistente de direção de Bibi Ferreira em Brasileiro Profissão Esperança e escreveu musicais como Personalíssima, sobre a vida e a obra da cantora Isaurinha Garcia  , e Emilinha e Marlene, as Rainhas do rádio, juntamente com a também autora de telenovelas Thereza Falcão. 
Estreou na televisão em 1998, trabalhando como colaborador de Walther Negrão na novela Era Uma Vez.... Com este autor, Júlio iniciou uma longa parceria, colaborando em trabalhos como Vila Madalena, Araguaia, Flor do Caribe e Sol Nascente. Nesta última, Júlio acabou sendo promovido a coautor, juntamente com Suzana Pires, por conta dos problemas de saúde que Walther Negrão enfrentou durante a produção da trama. Seus trabalhos foram supervisionados por Sílvio de Abreu, o diretor de dramaturgia da Globo na época, e em entrevista ao site Notícias da TV, Júlio relatou que ele e Suzana receberam carta branca de Walther Negrão para conduzir a novela.

Em 2021, Júlio Fischer apresentou, juntamente com Duca Rachid, com quem colaborou em novelas como Cama de Gato e Cordel Encantado, um projeto de novela das seis para a direção da TV Globo. Júlio e Duca afirmaram que essa sinopse vinha sendo trabalhada desde os anos 2000, quando os dois ainda eram roteiristas do seriado infantil Sítio do Picapau Amarelo. A trama era uma adaptação do romance Marcelino Pão e Vinho, do escritor espanhol José María Sánchez Silva. 
Em 2023, a novela foi ao ar com o título de Amor Perfeito. Júlio e Duca tiveram a companhia do premiado autor Elísio Lopes Jr. na elaboração dos roteiros. A novela teve boa audiência, o que fez com que a emissora encomendasse uma nova sinopse para o trio, mas o novo projeto não foi levado adiante. Logo depois, um novo projeto do trio foi aprovado e tem previsão de estreia para 2026 
Júlio Fischer renovou seu contrato com a Globo em 2024 e atualmente é um dos mentores de uma oficina para revelar novos autores de novelas da emissora.  

## Trabalhos na Televisão
| Ano     | Título                   | Escalação       | Emissora | Notas       |
| ------- | ------------------------ | --------------- | -------- | ----------- |
| 1998    | Era uma Vez...           | Colaborador     | TV Globo | [ nota 1 ]  |
| 1999–00 | Vila Madalena            | Colaborador     | TV Globo | [ nota 1 ]  |
| 2001    | Brava Gente              | Roteirista      | TV Globo | [ nota 2 ]  |
| 2001    | Bambuluá                 | Roteirista      | TV Globo | [ nota 3 ]  |
| 2001    | Sítio do Picapau Amarelo | Roteirista      | TV Globo | [ nota 4 ]  |
| 2002    | Coração de Estudante     | Colaborador     | TV Globo | [ nota 5 ]  |
| 2006–07 | O Profeta                | Colaborador     | TV Globo | [ nota 6 ]  |
| 2007    | Eterna Magia             | Colaborador     | TV Globo | [ nota 7 ]  |
| 2007–08 | Desejo Proibido          | Colaborador     | TV Globo | [ nota 8 ]  |
| 2009–10 | Cama de Gato             | Colaborador     | TV Globo | [ nota 9 ]  |
| 2010–11 | Araguaia                 | Colaborador     | TV Globo | [ nota 10 ] |
| 2011    | Cordel Encantado         | Colaborador     | TV Globo | [ nota 11 ] |
| 2013    | Flor do Caribe           | Colaborador     | TV Globo | [ nota 12 ] |
| 2013–14 | Joia Rara                | Colaborador     | TV Globo | [ nota 13 ] |
| 2016–17 | Sol Nascente             | Autor principal | TV Globo | [ nota 14 ] |
| 2021–22 | Nos Tempos do Imperador  | Colaborador     | TV Globo | [ nota 15 ] |
| 2023    | Amor Perfeito            | Autor principal | TV Globo | [ nota 16 ] |
| 2026    | A Nobreza Do Amor        | Autor principal | TV Globo | [ nota 16 ] |

## Trabalhos no Teatro
- 1986: "A Canção de Assis"
- 2003: "Personalíssima"
- 2011: "Emilinha e Marlene, as Rainhas do rádio", escrito em parceria com Thereza Falcão

## Livro publicado
- 1986: "A Canção de Assis" (infantil, ed. Vozes)